# Gergely Kiss (piłkarz wodny)
Gergely Kiss (ur. 21 września 1977 w Budapeszcie) – węgierski piłkarz wodny, trzykrotny złoty medalista olimpijski.
Wraz z drużyną trzykrotnie zdobywał złoty medal w piłce wodnej na igrzyskach olimpijskich – w 2000 (Sydney), w 2004 (Ateny) i w 2008 (Pekin).